# Birgitta Ahlberg-Lindkvist
Eva Birgitta Ahlberg-Lindkvist, född 6 april 1908, död 1985, var en svensk konstnär.
Hon var dotter till professor Axel W. Ahlberg och Elisabeth Malm samt från 1937 gift med adjunkten Ingemar Lindkvist.
Ahlberg-Lindkvist studerade vid Högre konstindustriella skolan i Stockholm 1931 och därefter vid Nya målarskolan samt under studieresor till bland annat Berlin, Dresden, Prag, Norge och Danmark. Hon anställdes som lärare i illustrationsteckning vid Reklaminstitutet 1940. Som illustratör medverkade hon i dags- och veckopress under 1930- och 1940-talen. Som konstnär debuterade hon i en utställning 1946 i Stockholm.